# Мольнар Лариса Петрівна
Лариса Петрівна Мольнар (дошлюбне прізвище — Нагорна; 14 листопада 1928, Плиски — до 2024) — українська письменниця, перекладач.

## З біографії
Народ. 14 листопада 1928 р. у с. Плиски тепер. Борзнянського р-ну Чернігівської обл., закінчила Київський інститут театрального мистецтва (1950). З 1960 р. мешкала у Братиславі. Працювала редактором відділу української літератури Словацького педагогічного видавництва. Перекладала твори російських і словацьких письменників.
Дружина літературознавця Михайла Мольнара. Померла до 2024 року.

## Творчість
Автор збірки оповідань «Вода в морі очищається» (1969), «Хвилини» (1972).